# 去政治化
去政治化即政治化的逆过程。

## 概述
意大利学者亚历山地罗·鲁索（Alessandro Russo）认为“文化大革命”是一个高度政治化的时期，其终结是由于“去政治化”：一个派性斗争和暴力冲突损害公开政治辩论、多样性政治组织及其政治文化的过程。鲁索还认为“去政治化”不仅是中国，而且也是当代世界政治的特点。:9 汪晖支持这一观点，并称之为“去政治化的政治”。:14 汪晖认为，“政治化”“表征是政治辩论、理论探索、社会自治、党－国体制内外的政治斗争，以及政治组织和言论领域的空前活跃等”，“去政治化”则是“消解社会自治可能性的两极化的派性斗争、将政治辩论转化为权力斗争的政治模式、将政治性的阶级概念转化为唯身份论的本质主义阶级观等”。“重新政治化”才是克服文革“这一时代悲剧的真正方式”。 满永评论说，能解释派性斗争和暴力冲突的不是“去政治化”，而是“泛政治化”，在相应中国背景下也可称为“阶级斗争扩大化”。
中国学者马戎将“把族群看做政治集团，强调其整体性、政治权力和‘领土’疆域”称为“政治化”，他认为“政治化”不利国家统一，而应实行“去政治化”，即：一、以文化共同体概念“族群”指称各族；二、以公民个体而不是民族集体作为政策对象。这种观点引发了争议。